# Ejler Bille
Ejler Bille (Odder, 6 de marzo de 1910 - 1 de mayo de 2004) fue un artista danés. Estudió en la Kunsthåndværkerskolen en Copenhague, con Bizzie Høyer 1930-32 y la Real Academia Danesa de Arte, 1933. En 1934 se unió a Linien, Corner en 1940 y CoBrA en 1949. Se concentró en pequeñas esculturas, pero pasó a la pintura después de unirse al CoBrA. En 1969 fue profesor invitado de la Real Academia Danesa de Arte.